# North Fort Myers
North Fort Myers – jednostka osadnicza w Stanach Zjednoczonych, w stanie Floryda, w hrabstwie Lee.